# The Turn of the Wheel (film 1918)
The Turn of the Wheel è un film del 1918 diretto da Reginald Barker. Fu interpretato da Geraldine Farrar e girato nel New Jersey. Negli Stati Uniti, il film fu distribuito nelle sale il 1º settembre 1918.

## Trama
A Montecarlo, Maxfield Day, un giocatore sfortunato viene salvato dal suicidio da Rosalie Dean, una ricca signora che lo dissuade dall'uccidersi, imprestandogli del denaro che lui impiega subito sul tavolo da gioco per rifarsi delle perdite subite.
La fortuna torna a sorridergli e gli dona anche l'amore di Rosalie. Ma, all'improvviso, Maxfield viene tratto in arresto per l'omicidio della ex-moglie.
Rosalie, fiduciosa nella di lui innocenza, indaga sul legame sospetto che lega la sorella di Maxfield a Wally, un donnaiolo impenitente, scoprendo che il vero assassino è proprio Wally.

## Produzione
Girato nel New Jersey, il film fu prodotto dalla Goldwyn Pictures Corporation

## Distribuzione

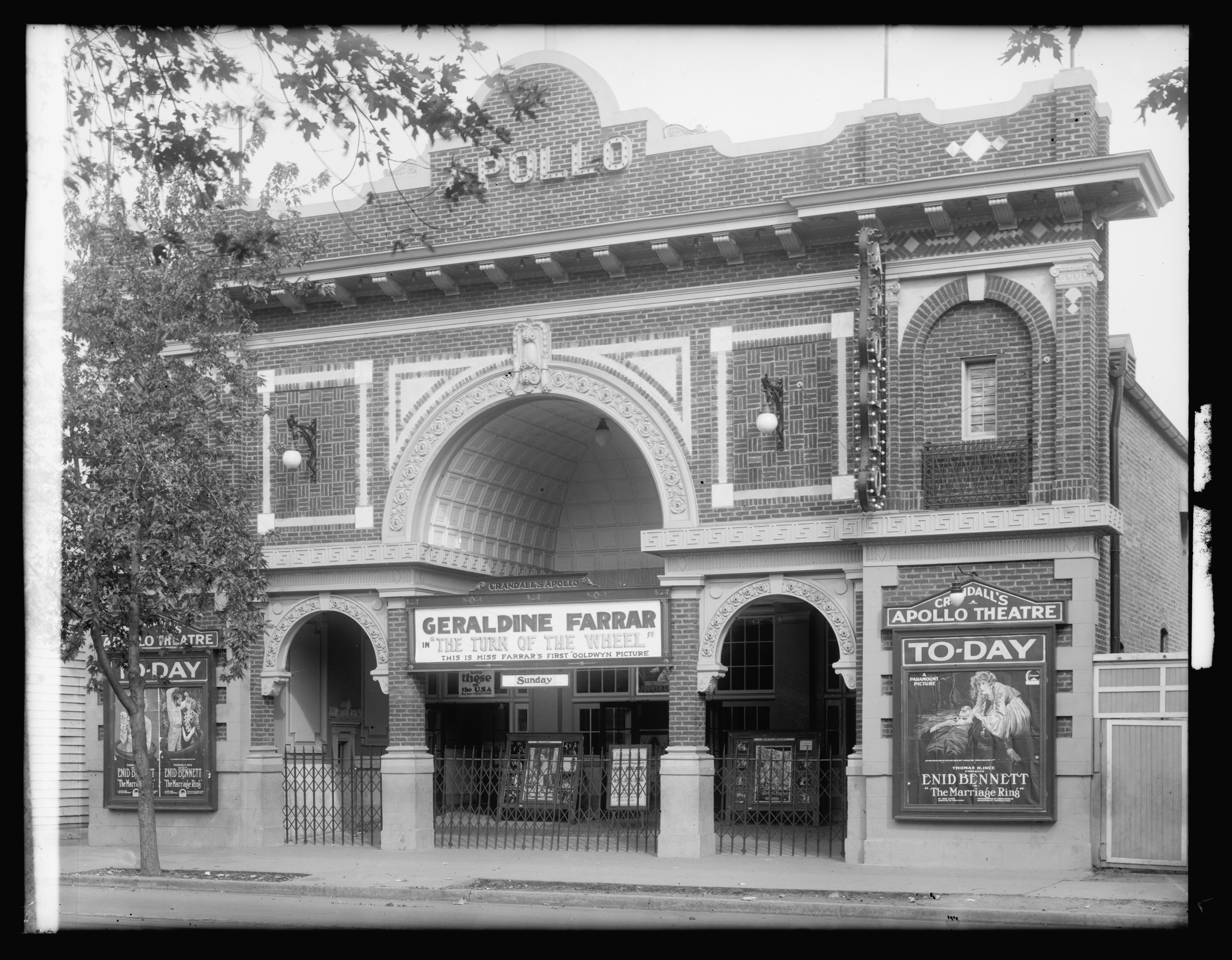
Il film programmato al teatro Apollo di Washington

Il film fu distribuito dalla Goldwyn Pictures Corporation e uscì in sala il 26 agosto 1918.

### Date di uscita
IMDb
- USA	1º settembre 1918
- Portogallo	16 luglio 1920

Alias
- Ponto de Honra	Portogallo